# Mauro Icardi
Mauro Emanuel Icardi Rivero (* 19. Februar 1993 in Rosario) ist ein argentinisch-italienischer Fußballspieler. Der Stürmer steht in der Türkei bei Galatasaray Istanbul unter Vertrag.

## Karriere

### Vereine

#### Anfänge in Argentinien und Spanien
Icardi wurde in Rosario, der Heimatstadt von Lionel Messi, geboren. Aufgrund wirtschaftlicher Schwierigkeiten zog seine Familie nach Spanien, als Mauro sechs Jahre alt war. Als Neunjähriger spielte er dann zunächst für den lokalen Verein UD Vecindario auf Gran Canaria und erzielte innerhalb von sechs Spielzeiten 384 Tore für Nachwuchsteams des Vereins. So gelang es ihm, das Interesse größerer Teams zu wecken, und im Alter von 15 Jahren entschied er sich für einen Wechsel in die Jugendakademie des FC Barcelona. Messi selbst soll sich für das Talent eingesetzt haben.

#### Sampdoria Genua
Als klassischer Mittelstürmer charakterisiert, passte Icardi allerdings trotz einer guten Torquote in verschiedenen Nachwuchsmannschaften nicht in das Konzept des FC Barcelona, der unter seinem damaligen Trainer Pep Guardiola im Rahmen des Tiki-Taka genannten Systems auf mitspielende Stürmer setzte. Deshalb wurde Icardi im Januar 2011 mit einer Option auf eine permanente Verpflichtung für 400.000 Euro, die später auch gezogen wurde, an den italienischen Verein Sampdoria Genua ausgeliehen. Bereits im Vorfeld hatten sich Icardi und sein Vater auf diesen Schritt geeinigt und auch die Familie zog mit nach Italien.
In seinen ersten eineinhalb Jahren in Genua wurde Icardi hauptsächlich in der Nachwuchsmannschaft von Sampdoria eingesetzt, wo er regelmäßig traf. Gegen Ende der Saison 2011/12, am 12. Mai 2012, konnte er aber auch sein Debüt in der ersten Mannschaft feiern: In einem Serie-B-Spiel gegen die SS Juve Stabia wurde Icardi in der Schlussphase eingewechselt und erzielte ein paar Minuten später das Siegtor. In der Saison 2012/13 spielte Sampdoria wieder in der Serie A und der Argentinier konnte seinen endgültigen Durchbruch feiern: Mit zehn Treffern war er der erfolgreichste Torschütze seiner Mannschaft. Vier Tore konnte er allein am 22. Spieltag bei einem 6:0 gegen Pescara erzielen, drei weitere Treffer erzielte er in den beiden Ligaspielen gegen Meister Juventus. Innerhalb dieser Spielzeit verpflichtete Sampdoria mit Maxi López auf Leihbasis einen weiteren argentinischen Angreifer, mit dem sich Icardi auch abseits des Platzes gut verstand. López, der bereits länger in Italien war, half seinem neun Jahre jüngeren Landsmann, sich an das für diesen noch immer fremde Land besser zu gewöhnen und wirkte auch aktiv an dessen spielerischer Entwicklung mit.

#### Inter Mailand
Vor der Saison 2013/14 gab Inter Mailand bekannt, 50 % der Transferrechte an Icardi erworben zu haben. Er absolvierte 23 Pflichtspiele (neun Tore, zwei Assists) in nationalen Wettbewerben und wurde mit Inter Tabellenfünfter. Sein erstes Pflichtspieltor für die Nerazzurri erzielte der Argentinier am 14. September 2013 im Derby d’Italia gegen Juventus. Im Juni 2014 erwarb Inter die restlichen 50 % an Icardis Transferrechten.
In der Saison 2014/15 wurde Icardi mit 22 Ligatoren gemeinsam mit Luca Toni Torschützenkönig und konnte Ricardo Álvarez seinen Stammplatz streitig machen. In seiner ersten Europapokalsaison gelangte der Stürmer darüber hinaus mit dem Verein bis ins Achtelfinale der Europa League. Im Anschluss an die Spielzeit wurde die vorzeitige Vertragsverlängerung bei Inter bis zum 30. Juni 2019 bekanntgegeben. Der Argentinier war zumeist als alleinige Spitze aktiv oder bildete ein Sturmduo mit seinem Landsmann Rodrigo Palacio.
In die Spielzeit 2015/16 ging der Argentinier unter Cheftrainer Roberto Mancini als Nachfolger von Andrea Ranocchia als neuer Mannschaftskapitän und war mit 20 Scorerpunkten in 34 wettbewerbsübergreifenden Pflichtspielen erneut der erfolgreichste Angreifer des Teams. Am 2. Dezember 2016 lief Icardi beim Heimspiel Inter Mailands gegen die SSC Neapel mit einer Kapitänsbinde in den Vereinsfarben des brasilianischen Klubs Chapecoense auf. Beim Absturz des LaMia-Flugs 2933 am 28. November waren auch mehrere Spieler und Funktionäre Chapecoenses unter den Todesopfern gewesen.
Zu Beginn der Rückrunde 2018/19 wurde Icardi als Spielführer Inters abgesetzt und durch den langjährigen Stammtorhüter Samir Handanovič im Amt ersetzt. Ihm wurde vorgeworfen, sich nicht klar zum Verein bekannt und keinen Rückhalt in der Mannschaft gehabt zu haben. Darüber hinaus hatte sich der Argentinier mit den Worten „Wenn man den Verein nicht liebt, wenn er verliert, dann liebt man ihn auch nicht, wenn er gewinnt“ an die eigenen Fans gewandt. Auch rankten sich Wechselgerüchte um ihn, beispielsweise sei Real Madrid an einer Verpflichtung interessiert gewesen. Bis Anfang April 2019 wurde Icardi für neun wettbewerbsübergreifende Spiele suspendiert, war aber anschließend wieder bis Saisonende in jedem Spiel für Mailand aktiv. Die Mannschaft schied ohne ihn erneut im Achtelfinale der Europa League aus, in der Liga wurde man Vierter. Der Spieler hatte weiters mit einem in den sozialen Medien veröffentlichten Nacktfotos mit seiner Ehefrau Wanda Nara für weitere Unruhe innerhalb des Teams gesorgt und war nach seiner Rückkehr von der Suspendierung von Trainer Antonio Conte aussortiert worden.

#### Paris Saint-Germain
Anfang September 2019 wechselte der Stürmer ohne ein weiteres Pflichtspiel für Inter bis zum Ende der Saison 2019/20 auf Leihbasis in die französische Ligue 1 zu Paris Saint-Germain. Für die Franzosen absolvierte er nach guter Integration in die Offensivabteilung um Kylian Mbappé, Neymar und seinen Landsmann Ángel Di María 31 Pflichtpartien (zwölf Tore, drei Vorlagen) in nationalen und internationalen Wettbewerben. Nach Abbruch der französischen Meisterschaft erhielt er mit PSG den Meistertitel zugesprochen, in der Champions League, deren Spielbetrieb zunächst unterbrochen wurde, unterlag man im Endspiel dem FC Bayern München.
Ende Mai 2020 zog Paris Saint-Germain die im Leihvertrag enthaltene Kaufoption und stattete Icardi mit einem Vertrag bis 2024 aus. Bis zum folgenden Jahreswechsel kam der Angreifer aufgrund von Verletzungen sowie einer COVID-19-Infektion auf lediglich fünf Pflichtpartien. Nach seiner Rückkehr konnte der Argentinier bis zum Saisonende in der Ligue 1 acht Torbeteiligungen vorweisen, in drei Spielen hatte er direkten Einfluss auf einen Sieg für sein Team. Aufgrund von acht Niederlagen, unter anderem zwei gegen den Konkurrenten AS Monaco sowie eine gegen den OSC Lille, verpasste Icardi mit PSG den Meistertitel, den sich Lille mit einem Zähler Vorsprung holte. Im Supercup gegen Olympique Marseille sorgte Icardis Tor für einen 2:1-Erfolg, im Landespokal war er einschließlich des erfolgreich bestrittenen Endspiels hingegen fünfmal erfolgreich, allein dreimal beim 5:0 gegen Angers. In der Spielzeit 2021/22 steuerte der Argentinier zwei Siegtreffer (gegen Troyes und Lyon) bei, in Lorient erzielte er das Ausgleichstor (Endstand 1:1); im weiteren Saisonverlauf traf der Angreifer ansonsten lediglich zweimal. Die meiste Zeit über wurde ihm sein Landsmann Lionel Messi im Sturmzentrum vorgezogen und Icardi erhielt nur in 13 Saisonspielen ein Startelfmandat. Ab Ende April 2022 konnte ihn Mauricio Pochettino in Folge einer Verletzung schließlich gar nicht mehr berücksichtigen. In seiner Abwesenheit wurde PSG wieder Meister, nachdem man in der Champions League bereits im Achtelfinale am späteren Wettbewerbssieger Real Madrid gescheitert war und auch den Landespokal nicht hatte gewinnen können.

#### Galatasaray Istanbul
Nachdem Icardi an den ersten sechs Spieltagen nicht für den jeweiligen Spieltagskader nominiert worden war, wechselte er am Ende der Sommertransferperiode in die türkische Süper Lig zu Galatasaray Istanbul. Der Vorjahresdreizehnte hatte zuvor bereits Haris Seferović und Dries Mertens für den Sturm verpflichtet und soll gemeinsam mit PSG Icardis Gehalt bezahlen. Icardi wurde mit Galatasaray türkischer Meister. In 24 Ligaspielen erzielte der Stürmer 22 Tore. Galatasaray Istanbul gab am 30. Juli 2023 die Verpflichtung von Icardi bekannt. Die Ablöse für den Stürmer betrug 10 Millionen Euro. In seiner zweiten Saison bei Galatasaray wurde Icardi erneut türkischer Meister und mit 25 Saisontoren Torschützenkönig der Süper Lig. Im Supercup-Finale gegen Fenerbahçe Istanbul erzielte der Stürmer nach 50 Sekunden das 1:0-Siegtor.

### Nationalmannschaft
Die italienische Sprache habe Icardi bereits innerhalb von vier Monaten nach seinem Wechsel von Barcelona zu Sampdoria perfekt beherrscht. Zusätzlich zu seinem argentinischen Pass besitzt er außerdem einen italienischen. Dennoch hat sich Icardi für die Nationalmannschaft seines Geburtslandes entschieden, da er sich als Argentinier fühle. Zwischen 2012 und 2013 lief er für die U-20-Mannschaft Argentiniens auf.
Sein Länderspieldebüt für die A-Nationalmannschaft Argentiniens gab Icardi am 10. Oktober 2013 unter Alejandro Sabella im südamerikanischen Klassiker gegen Uruguay.

## Erfolge und Auszeichnungen
Paris Saint-Germain
- Französischer Meister: 2020, 2022
- Französischer Supercupsieger: 2020
- Französischer Pokalsieger: 2020, 2021
- Französischer Ligapokalsieger: 2020

Galatasaray Istanbul
- Türkischer Meister: 2023, 2024, 2025
- Türkischer Supercupsieger: 2023

Persönlich
- Torschützenkönig der Serie A: 2014/15 (22 Treffer), 2017/18 (29 Treffer)
- Team des Jahres der Serie A: 2015, 2018
- Italiens Fußballer des Jahres: 2018
- Tor des Jahres in Italien: 2018
- Gazzetta Sports Award – „Darbietung des Jahres“: 2018
- Torschützenkönig der Süper Lig: 2023/24 (25 Tore)

## Privates
Kurz nach Icardis Wechsel nach Mailand im Sommer 2013 hatte dieser mit der Ehefrau seines Landsmannes und ehemaligen Teamkollegen Maxi López – Wanda Nara – eine Affäre. Nara selbst gab daraufhin öffentlich an, sie wäre bereits mehrfach von López betrogen worden und hätte sich nur den gemeinsamen Kindern zuliebe nicht scheiden lassen; sie wäre erst nach einer Trennung von ihrem Ehemann eine Beziehung mit Icardi eingegangen. In der Folge erhielten spielerische Aufeinandertreffen der beiden ehemaligen Freunde, die sich nun nicht einmal mehr die Hand gaben, in den Medien den Namen Wanda-Derbies. Icardi und Nara heirateten im Jahr 2014, Nara wurde schließlich auch die Managerin ihres Mannes. Sie äußerte sich später häufiger gegenüber Medien zu Vertragsinterna oder schürte Wechselgerüchte.
Icardi veröffentlichte 2017 seine Autobiographie, in der er auch über die schwierige Beziehung zu Inters Ultràs schrieb. In diesem Zusammenhang gab er an, er könne jederzeit „100 argentinische Kriminelle mobilisieren“, um sie (die Ultràs) „auf der Stelle töten zu lassen“. Sowohl der Spieler wie auch sein Verein mussten daraufhin nach einem Urteil der FIGC Strafzahlungen leisten. Vorangegangen war hier ein Vorfall nach einer 1:3-Niederlage gegen die US Sassuolo im Februar 2015. Icardi hatte sein Trikot in die Menge geworfen, eigenen Aussagen zufolge, um es einem Kind zu schenken, das darum gebeten hatte. Die Ultràs hätten den Trikotwurf jedoch in Anbetracht des verlorenen Spiels als respektlose Geste empfunden und Icardi wie auch seine Mitspieler beschimpft.